# Лебиус, Рудольф
Рудольф Лебиус (нем. Rudolf Lebius; 4 января 1868, Тильзит — 4 апреля 1946, Берлин) — немецкий журналист и политик.

## Жизнь
Родился в восточно-прусском городе Тильзите в семье торговца зерном. После окончания школы он изучал в Берлине право и филологию. После смерти своего отца в 1892 году ему пришлось оставить учёбу и работать выездным редактором в нескольких газетах. Будучи знакомым с сыновьями Вильгельма Либкнехта, он вступил в СДПГ (социал-демократическую партию Германии), где писал статьи для партийной газеты. Из-за клеветнических заметок был дважды арестован и вышел из СДПГ. В 1904 году печатался в либеральной Дрезденской воскресной газете «Голос Саксонии», в которой выступал также и издателем, так как газета испытывала регулярные проблемы с финансами.
Как член правого союза он боролся теперь с СДПГ и левыми профсоюзами. В 1907 году партийная газета СДПГ опубликовала статью с заголовком «Является ли Лебиус человеком чести?». В это время он живёт в Берлине и издает несколько недолговечных журналов, имеющих националистический оттенок. В 1918 году Лебиус основывает национально-демократическую партию, которая выступает против гегемонии в экономике крупного бизнеса и принятия евреев на государственную службу. Партия распалась в 1923 году.

## Борьба с Карлом Маем
В начале мая 1904 года Лебиус посещал известного приключенческого писателя Карла Мая и предлагал ему агитировать за него, взамен обещая предоставить Маю денежный кредит. Май отказался. В сентябре 1904 Лебиус угрожал ему на анонимной почтовой открытке страшными разоблачениями, и все же, Май никак не отреагировал на угрозы. В ответ Лебиус организовал настоящую травлю великого писателя.
Уже в ноябре-декабре 1904 года в газете «Голос Саксонии» появилось несколько направленных против Мая статей, содержащих намёки на его прежние судимости. В 1908 году Лебиус опубликовал брошюру «Карл Май — губитель немецкой молодежи». В журнале «Bund» и своих листовках он пытался опорочить Мая сомнительными сведениями, в том числе ссылаясь на первую жену Мая — Эмму Поллмер, которую Лебиус действительно посещал. В частном письме оперной певице Шайдт он называет Мая «прирождённым преступником».
Карл Май инициировал в будущем больше чем два десятка судебных процессов из-за этих оскорблений, которые длились вплоть до его смерти.
Статьи Лебиуса о Мае как о предводителе шайки разбойников перепечатывались многими газетами. Обвинение об оскорблении Мая понятием «прирожденный преступник» было отклонено 12 апреля 1910 года судом Берлина-Шарлоттенбурга. Было установлено, что понятие «прирожденный преступник» Лебиус использовал в частном письме и не выражал таким образом никакого оскорбления. Май обжаловал данный приговор.
Решающий вердикт был вынесен 18 декабря 1911 года в берлинском суде. На этот раз на драматическом заседании суд постановил, что наименование « прирожденный преступник» было дано с намерением оскорбить, и Лебеус был осужден за оскорбление на денежный штраф в размере 100 марок или в качестве альтернативы — на 20 дней заключения под стражей. В 1912 году после смерти Карла Мая Лебиус написал его некролог в своей берлинской национал-демократической газете.
Об отношениях Рудольфа Лебиуса и Карла Мая было снято несколько фильмов.